# Дзнеладзе, Давид Караманович
Давид Караманович Дзнеладзе (груз. დავით (დუდე) ყარამანის ძე ძნელაძე, 1(13) ноября 1889 года, Хашури, Российская империя — 12 декабря 1971 года, Тбилиси) — грузинский советский актёр и режиссёр. Заслуженный деятель искусств Грузинской ССР (1943).

## Биография
Начальное образование получил на родине. В 1913 году окончил коммерческое училище в Москве. В том же году вернулся в Грузию, организовал актёрский кружок в Хашури.
В 1917—1918 и 1924—1926 — актёр Кутаисского театра, в 1920—1924 — Батумского театра, в 1929—1931 — Театра им. Марджанишвили.
В 1928 — режиссёр Сухумского театра.
В 1928—1953 — один из создателей, директор и главный режиссёр Грузинского театра музыкальной комедии в Тбилиси.
Поставил первую грузинскую оперетту «Хаджарат» В. Куритиди (1938). Популяризировал грузинскую музыкальную комедию.
После театра работал в Тбилисской филармонии, один из руководителей Театрального общества.
Снимался в кино.
Похоронен в пантеоне Дидубе.

## Театральные работы

### Режиссёр
«Любовь троих» Цагарейшвили (1946),

«Под небом Тбилиси» Кереселидзе (1947),

«Друзья» Лагидзе (1950),

«Трембита» Милютина, (1952)

## Фильмография
- 1930 — Камера № 79 :: Дуде
- 1928 — Убежище облаков :: Джамбул
- 1928 — Джанки
- 1927 — Первая и последняя :: Годердзи